# Łukasz Owsian
Łukasz Owsian (Toruń, 24 de febrer de 1990) és un ciclista polonès, professional des del 2012. Actualment corre a l'equip Arkéa-B&B Hotels.

## Palmarès
- 2008
  - Vencedor d'una etapa del Cursa de la Pau júnior
- 2014
  -  Campió de Polònia de muntanya
- 2016
  - 1r al Visegrad 4 Bicycle Race-GP Polski
- 2017
  - 1r a la Korona Kocich Gór
- 2018
  - 1r a la Szlakiem Grodów Piastowskich i vencedor d'una etapa
  - 1r al Memorial im. J. Grundmanna J. Wizowskiego

### Resultats al Giro d'Itàlia
- 2015. 118è de la classificació general
- 2017. 88è de la classificació general
- 2019. 73è de la classificació general

### Resultats al Tour de França
- 2022. 42è de la classificació general

### Resultats a la Volta a Espanya
- 2022. 90è de la classificació general
- 2023. 75è de la classificació general